# کمپلکس آسیل-فلز واسطه

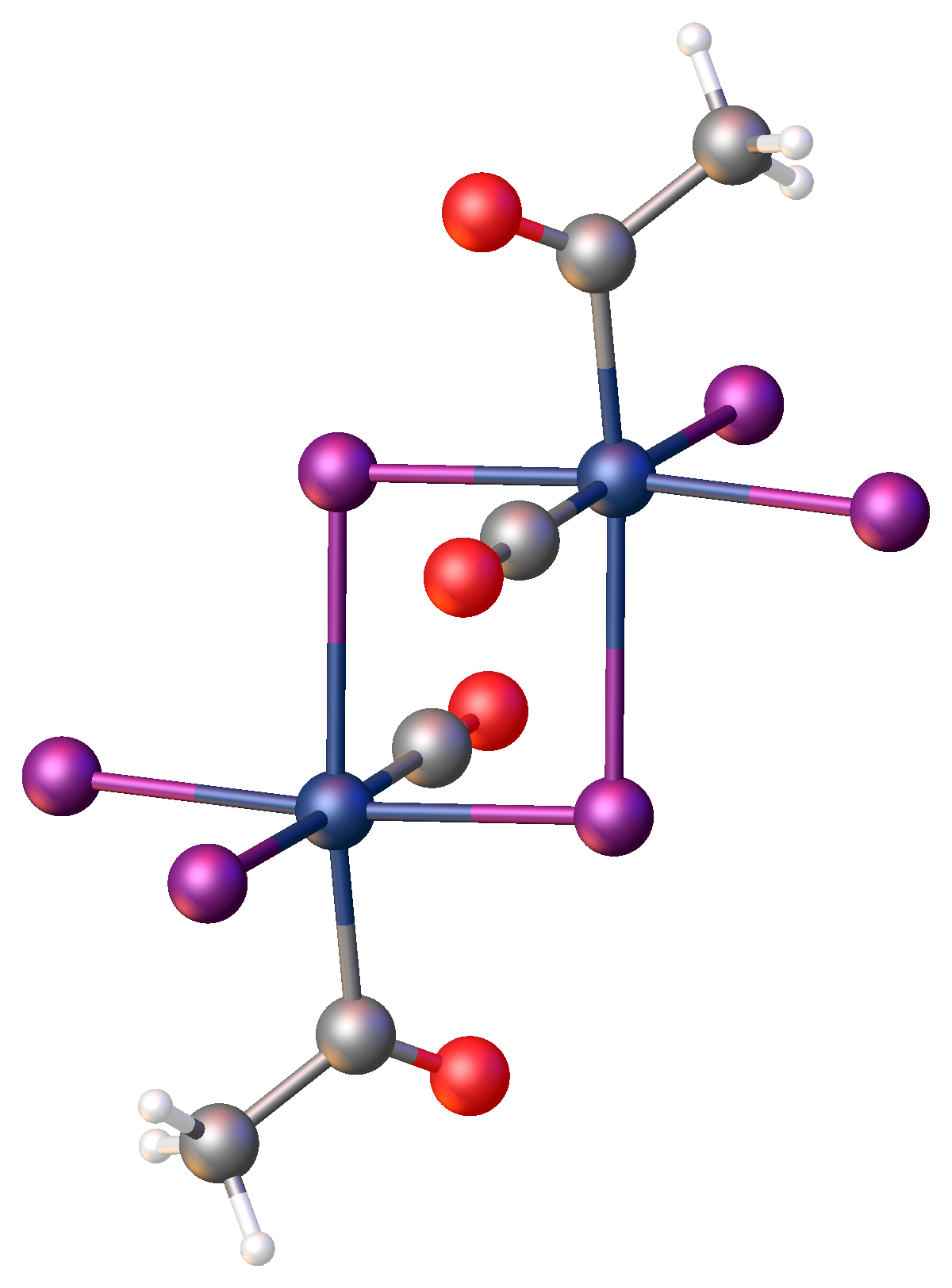
ساختار کمپلکس حاوی استیل [Rh_{2}I_{6}(acetyl)_{2}(CO)_{2}^{2-}.

کمپلکس‌های آسیل-فلز واسطه کمپلکس‌های آلی فلزی حاوی یک یا چند لیگاند آسیل (RCO) هستند. چنین ترکیباتی به‌عنوان واسطه‌های گذرا در بسیاری از واکنش‌های مفید صنعتی، به‌ویژه کربونیلاسیون‌ها مشاهده می‌شوند.

## کاربردها
کمپلکس‌های فلز-آسیل در چندین فرایند تجاری شرکت می‌کنند، از جمله:
- هیدروفرمیل‌دار کردن
- سنتز استیک اسید
- فرایند استیک انیدرید ایستمن
- کوپلیمریزاسیون اتیلن-کربن مونوکسید

واکنشی که شامل کمپلکس‌های آسیل فلزی با ارزش در سنتز آلی است، واکنش کربونیل‌زدایی تسوجی–ویلکینسونِ آلدهیدها است.